# Johannes Gumpp

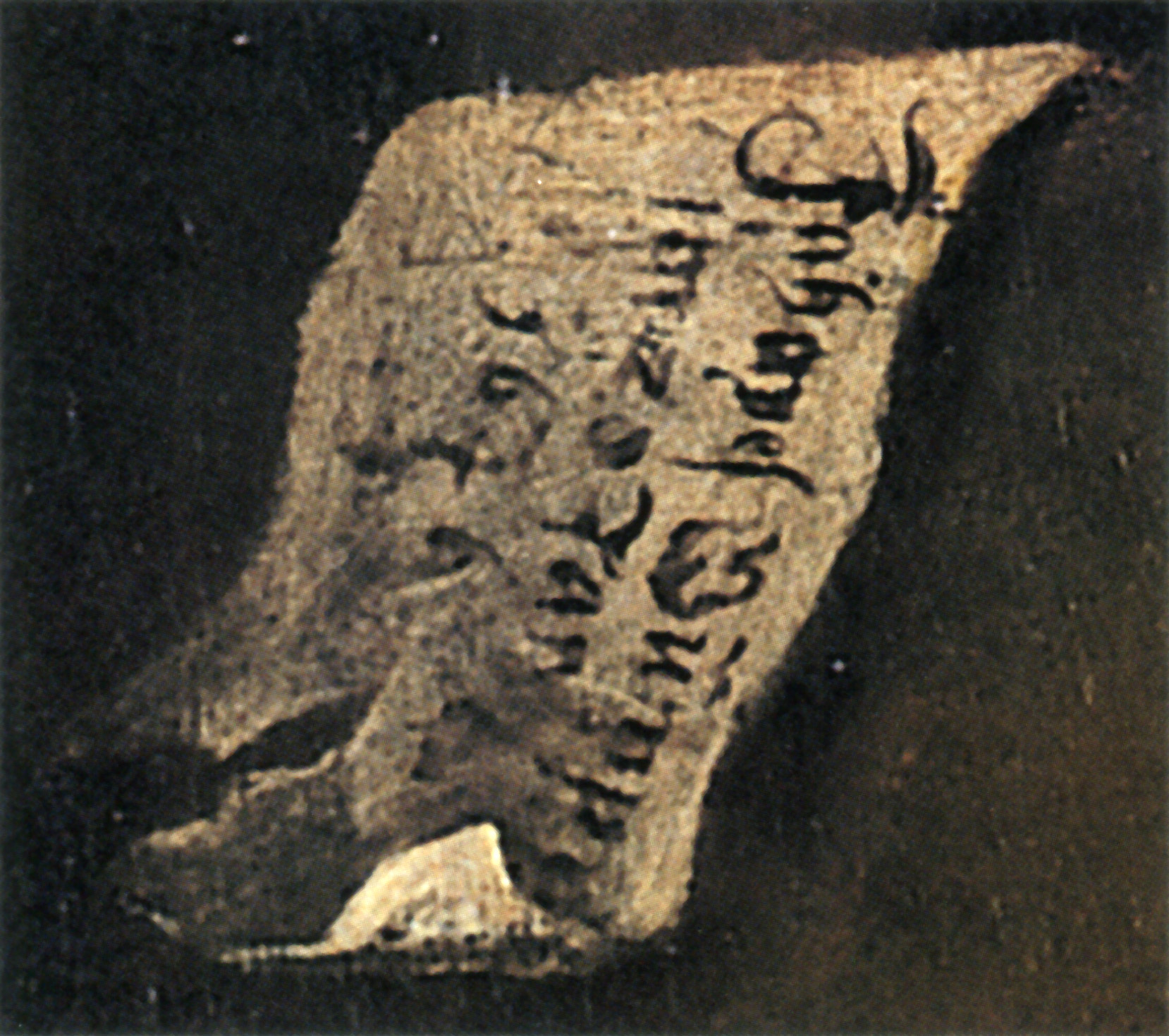
Kawałek papieru widoczny w lewym górnym rogu obrazu, na którym widnieje wiek Johannesa Gumppa (20 lat) i rok namalowania dzieła (1646)

Johannes Gumpp (ur. 1626 w Innsbrucku, zm. po 1646 we Florencji (?)) – austriacki malarz o którym nie ma pewnych informacji, znany ze swoich autoportretów, na których patrzy w lustro podczas malowania samego siebie.

## Biografia
Urodził się w 1626 roku w Innsbrucku i niemal na pewno był członkiem austriackiego rodu Gumppów, do którego zaliczali się różni artyści działający w Tyrolu i Bawarii od XVI do XVIII wieku. Wydaje się, że Johannes Gumpp już w bardzo młodym wieku przeniósł się do Włoch, prawie na pewno do Florencji, gdzie działał w 1646 roku. Miejsce i data jego śmierci nie są znane: prawdopodobne jest, że zmarł podczas tej podróży, we Florencji, niedługo po podpisaniu swoich autoportretów (jedynych jego dzieł) w 1646 roku.
Oprócz dwóch autoportretów nie są znane żadne inne obrazy Johannesa Gumppa. W rzeczywistości jest to ten sam obraz, namalowany przez artystę w dwóch wersjach: pierwsza, bardzo znana, ma owalny kształt (średnica 89 centymetrów) i zachowała się we Florencji, wśród autoportretów Galerii Uffizi; druga, mniej znana, ma kształt prostokąta (128 × 98 centymetrów) i obecnie znajduje się w prywatnej kolekcji Petera Mühlbauera w jego „Schloss Schönburg Galerie” w Pocking w Górnej Bawarii. Technicznie rzecz biorąc, należy go uznać za autoportret „potrójny”, zważywszy, że artysta przedstawił siebie trzykrotnie, w intrygującej grze spojrzeń, póz i luster; raz od tyłu, prawie na całej długości, podczas malowania, raz od przodu, odbite w ośmiokątnym lustrze, a trzeci, wciąż od przodu, na płótnie, na którym wiernie maluje tę samą twarz, którą lustro odsyła do niego. Obydwa obrazy sygnowane i datowane są na kawałku papieru, który Gumpp namalował na górnym marginesie portretu namalowanego na płótnie, co wskazuje, że zostały namalowane w roku 1646.
Autoportret Johannesa Gumppa uznawany jest za jeden z pierwszych, w którym w grę wchodzą problemy związane z relacją autora z publicznością. Różni badacze argumentowali, że intencją artysty było pośrednie potwierdzenie wyższości malarstwa nad jakimkolwiek innym sposobem odtwarzania rzeczywistości, w tym pozornie wiernym zwierciadłu. Artysta ma wiele tożsamości (jako zwykły człowiek, jako jednostka próbująca poznać siebie, aby nadać treść swojej sztuce, jako autor) i Gumpp w swoim autoportrecie uznał to za ważne, poprzez ukazanie własnych wielorakich aspektów. Badacze podkreślają także, że obecne na obrazie postacie psa i kota nabierają pokrewnej symboliki, zgodnie ze skłonnością do alegorii kultury barokowej. Wierność i autonomię tradycyjnie przypisuje się dwóm zwierzętom i w tym przypadku rozróżnienie między wiernością zwierciadła a autonomią artystycznego przedstawienia, jest wyraźnie podkreślone.